# أنطونيو ألبرتو توريس
أنطونيو ألبرتو توريس (بالإسبانية: Antonio Alberto Torres)‏ هو لاعب كرة قدم مكسيكي، ولد في 22 أكتوبر 1994.